# Gary Robichaud
 (avril 2019).
Si vous disposez d'ouvrages ou d'articles de référence ou si vous connaissez des sites web de qualité traitant du thème abordé ici, merci de compléter l'article en donnant les références utiles à sa vérifiabilité et en les liant à la section « Notes et références ».
Pour les articles homonymes, voir Robichaud.
Gary Robichaud (13 septembre 1962 – 8 septembre 2005) est un enseignant et un politicien canadien. Il est chef du Nouveau Parti démocratique de l'Île-du-Prince-Édouard de 2002 à juin 2005.

## Biographie
Robichaud est né à Saint-Jean, Nouveau-Brunswick. Il passe son enfance à l'Île-du-Prince-Édouard, va à l'école secondaire régionale d'Evangeline puis à l'Université de l'Île-du-Prince-Édouard.
Il commence à enseigner dans le Manitoba rural, où il rencontre son épouse, Jacqueline, avec qui il aura une fille, Julia. En 1995, il revient à l'Île-du-Prince-Édouard pour devenir un professeur d'école secondaire à Summerside. Durant plusieurs années, il enseigne à l'école secondaire senior de Three Oaks.
Il se joint au Nouveau Parti démocratique de l'Île-du-Prince-Édouard et se présente lors des élections provinciales de 2000 dans Wilmot-Summerside et termine troisième et dernier avec 12,13 %, largement battu par Gregory Deighan, figure des progressistes-conservateurs.
À la suite de la démission d'Herb Dickieson en 2002, Gary Robichaud se présente pour devenir chef du parti. Il remporte cette élection avec 62 voix contre 18 pour Ken Bingham et 4 à Deborah Kelly-Hawkes. Il mène le parti aux élections provinciales de 2003 et se représente dans Wilmot-Summerside. Il est à nouveau battu par Gregory Deighan, devenu ministre entre-temps, mais voit son score baisser fortement, comme tous les néodémocrates au provincial, passant de 8.39 % à 3.06 %. Q
Quelques mois plus tard, il est diagnostiqué d'un cancer du poumon inopérable. Le 23 juin 2005, il annoncé sa démission comme chef du parti pour raison de santé. Il meurt le 8 septembre de la même année à Summerside.
En 2006, il est remplacé comme chef du Nouveau Parti démocratique de l'Île-du-Prince-Édouard par Dean Constable.